# Teardrops (Womack-&-Womack-Lied)
Teardrops ist ein Lied von Womack & Womack aus dem Jahr 1988, das von der Band unter dem Pseudonym Dr. Rue and the Gypsy Wave Banner geschrieben und von ihnen mit Chris Blackwell produziert wurde. Es erschien auf dem Album Conscience.
Im Lied verarbeitet der Protagonist in Form des Lyrischen Ichs einen kurzen Abschied von seiner Geliebten. Teardrops wurde weltweit am 5. August 1988 veröffentlicht. In Australien, den Niederlanden und Belgien wurde der Song ein Nummer-eins-Hit.
Im Videospiel Grand Theft Auto IV wird der Song auf dem fiktiven Radiosender Vice City FM gespielt.

## Musikvideo
Im Musikvideo nehmen Womack & Womack mit einigen Studiomusikern und Backgroundsängerinnen den Song in einem Tonstudio auf.

## Kommerzieller Erfolg

### Chartplatzierungen
| ChartsChartplatzierungen     | Höchstplatzierung | Wochen |
| ---------------------------- | ----------------- | ------ |
| Deutschland (GfK)            | 2 (20 Wo.)        | 20     |
| Österreich (Ö3)              | 4 (12 Wo.)        | 12     |
| Schweiz (IFPI)               | 2 (15 Wo.)        | 15     |
| Vereinigtes Königreich (OCC) | 3 (18 Wo.)        | 18     |

| ChartsJahrescharts (1988)    | Platzierung |
| ---------------------------- | ----------- |
| Deutschland (GfK)            | 64          |
| Vereinigtes Königreich (OCC) | 10          |

### Auszeichnungen für Musikverkäufe
| Land/Region                  | Auszeichnungen für Musikverkäufe (Land/Region, Auszeichnung, Verkäufe) | Verkäufe  |
| ---------------------------- | ---------------------------------------------------------------------- | --------- |
| Australien (ARIA)            | Gold                                                                   | 35.000    |
| Deutschland (BVMI)           | Gold                                                                   | 250.000   |
| Frankreich (SNEP)            | Silber                                                                 | 250.000   |
| Niederlande (NVPI)           | Platin                                                                 | 150.000   |
| Vereinigtes Königreich (BPI) | Platin                                                                 | 600.000   |
| Insgesamt                    | 1× Silber · 2× Gold · 2× Platin ·                                      | 1.285.000 |

## Coverversionen
- 1993: Elton John
- 2007: No Angels
- 2008: Kate Alexa feat. Baby Bash
- 2009: Sugababes
- 2009: The xx
- 2011: Cliff Richard & Candi Staton
- 2012: Joss Stone
- 2014: Will Young
- 2016: Izzy Bizu
- 2016: Roosevelt
- 2021: Gabrielle
- 2021: Neil Frances